# 1686 w polityce

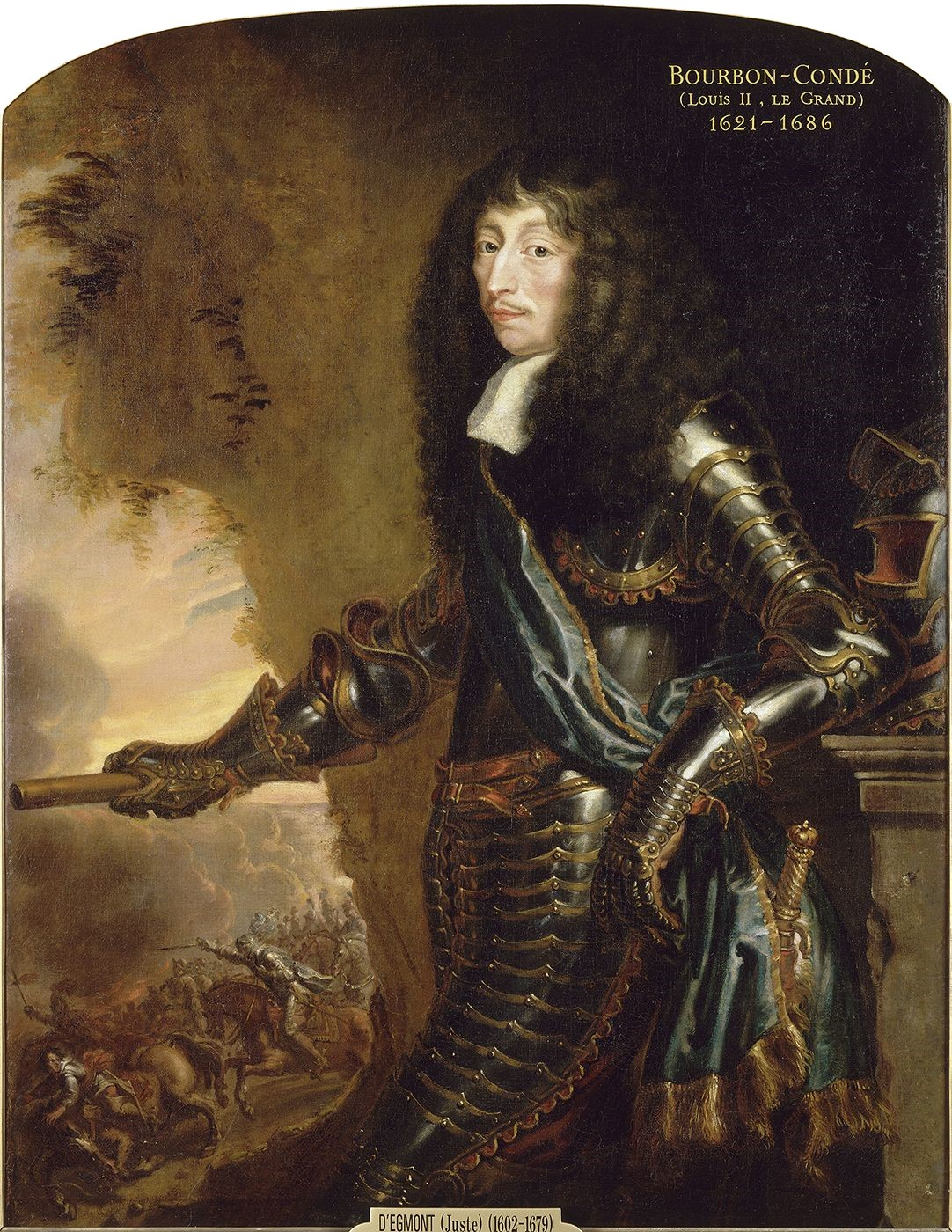
Ludwik Burbon (Kondeusz Wielki)

Wydarzenia polityczne w 1686 roku.

## Zmarli
- 11 grudnia Ludwik Burbon, zwany Kondeuszem Wielkim, francuski dowódca wojskowy[1].